# Bitva u Sluys
Bitva u Sluys se vybojovala 24. června roku 1340. Střetla se zde loďstva Anglie vedená králem Eduardem III. a Francie vedená admirály Hughem Quiéretem a Nicholasem Béhuchatem. Bitva skončila naprostou destrukci francouzského loďstva, přičemž oba francouzští admirálové v bitvě padli. Vzhledem k tomu se již král Eduard III. nemusel obávat invaze do Anglie, protože Francouzi již neměli prostředky, jak invazi provést. Bitva také rozhodla, že se stoletá válka bude odehrávat hlavně ve Francii.

## Pozadí

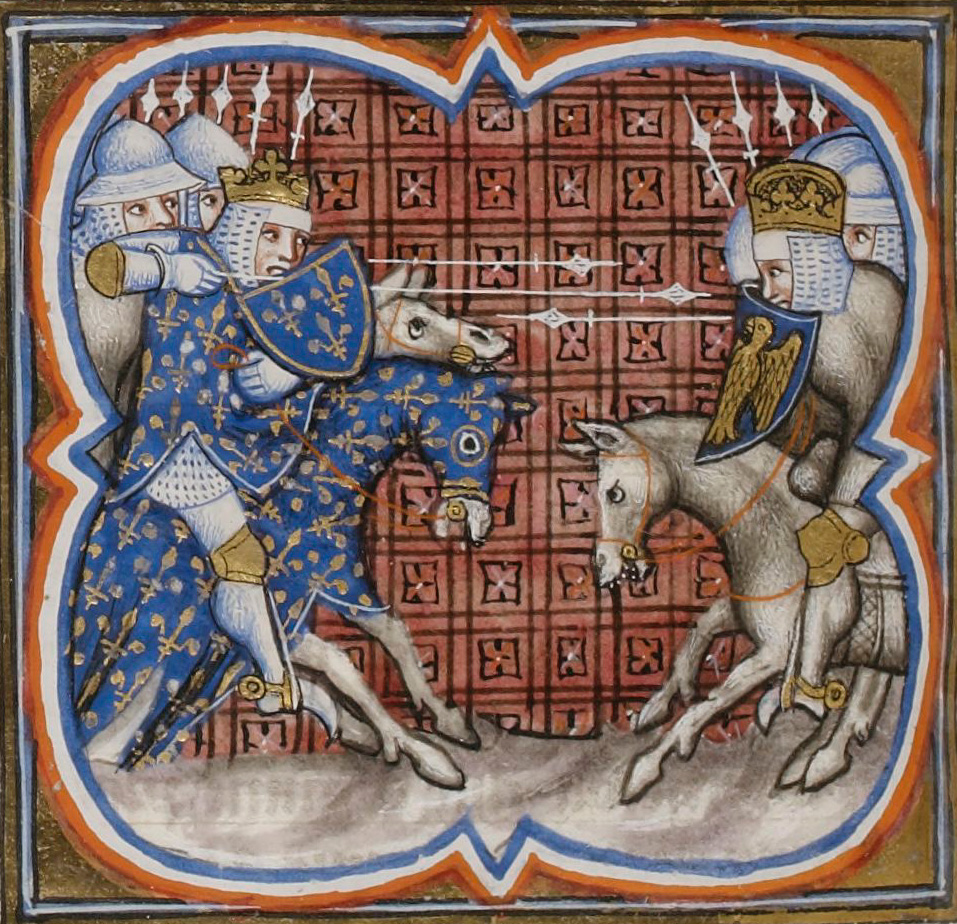
Bitva u Bouvines, rozhodující bitva o nadvládu nad Francií

Roku 1152 se Eleonora Akvitánská provdala za Jindřicha II. Plantageneta, který se brzy stal anglickým králem. Jindřich tímto svazkem získal velkou část Francie (větší než měl francouzský král) a stal se tak nejmocnějším králem západní Evropy. Tato situace samozřejmě nezůstala bez odezvy. Anglie a Francie spolu za tuto dobu vedly mnohé spory a války. Jindřich II. se po své korunovaci utkal s králem Francie Ludvíkem VII. Jindřich dokázal Ludvíka porazit na bojišti, ale ten chytře využíval záštitu církve. Ludvíka VII. po jeho smrti vystřídal Filip II. August. Filip byl rozhodnut získat všechny anglické državy na kontinentě. Tím vypukly války nejdříve s Jindřichem II., poté s Richardem řečeného Lví srdce a nakonec mezi jeho bratrem Janem Bezzemkem. Vyvrcholení této série bojů se stala bitva u Bouvines, ve které Filip II. August dokázal porazit koalici Anglie, Francie, Flander a vzpurných francouzských šlechticů. Touto bitvou Anglie ztratila většinu svých držav na kontinentu a po porážce francouzského loďstva (připraveného na invazi do Anglie) konflikt utichl. Až v roce 1337 obnovil král Eduard III. své dynastické nároky na francouzský trůn. Filip VI., král Francie, se mu samozřejmě vysmál a tak započala řada střetnutí, kterým dnes říkáme stoletá válka. V prvních etapách bojů se obě válčící strany snažily svými flotilami nepřítele oslabit. Tyto boje vedli hlavně piráti, korzáři a obchodníci, nikoliv královské flotily. Avšak, roku 1338 využil Filip VI. své loďstvo a podnikl několik ničivých nájezdů na přístavy v jižní Anglii (Portsmouth, Southampton). Francouzské loďstvo se v té době skládalo hlavně z najatých galér z Janova a tyto galéry měly rovněž námořníky pocházející z Janova. Nájezdy na jižní Anglii zpřetrhaly komunikační linie mezi Anglií a kontinentem a Francouzům se také podařilo zajmout několik anglických lodí. Francouzský král chtěl využít své iniciativy a připravil invazní plán do Anglie, ale jeho flotilu rozehnala bouře. Brzy na to se vzbouřili janovští námořníci a Francie tak ztratila dvě třetiny své flotily. V roce 1339 byli posláni domů zbývající žoldnéři sloužící u loďstva a tím Francii zbylo pouhých 22 galér! Filip tak ztratil důvěru ve svou flotilu a soustředil se na defenzivní vedení boje. Eduard III. toho využil a snažil se v rychlosti shromáždit flotilu. Podařilo se mu dát dohromady úctyhodných 250 lodí, přičemž většina z nich byla soukromých, sloužících z donucení. Francouzi zabavili většinu svých obchodních plavidel a taktéž zformovali loďstvo o velikosti 200 a více lodí. Francouzi správně tušili, že se Angličané budou chtít vylodit ve Flandrech. Své loďstvo tedy přesunuli do této země, přesněji k ústí řeky Zwyn. Když Eduard spatřil francouzskou flotilu, rozhodoval se mezi ústupem a bitvou. Ústup by nejspíše znamenal ztráty na životech (Francouzi by zcela jistě Angličany pronásledovali) a navíc, by anglický král ztratil prestiž. Eduard se tedy rozhodl pro bitvu.

## Bitva

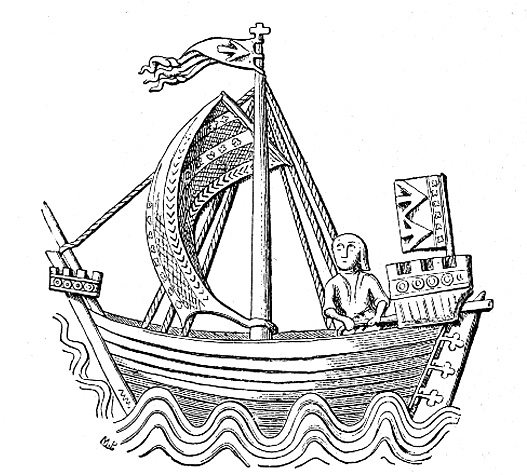
Středověká koga

Obě nepřátelské flotily se skládaly z tzv. kog. Kogy byly lodě se zvýšenými boky a vysokými kastely. Co je důležité, tyto lodě nepoužívaly ke svému pohybu vesla, ale plachty. Francouzští admirálové Hugh Quiéret a Nicholas Béhuchat se dohodli na zablokování malého ústí řeky, širokého asi pět kilometrů, přičemž utvořili tři řady lodí. Své lodě nejspíše spojily řetězy, aby byla blokace ústí řeky dokonalá. V konečném důsledku to však znamenalo pro Francouze zkázu. Kogy, které byly poháněně větrem se brzo dostaly do potíží a navzájem se blokovaly. Navíc vůbec nebyla využita manévrovací schopnost lodí. Francouzi ještě opevnili své lodě dřevěnými plošinami, které některým kronikářům připomínaly hrady. Jak již bylo napsáno, kogy se dostaly do problémů a vítr je začínal unášet na východ. Vzniklé problémy způsobily ve francouzských řadách chaos a to právě v době útoku Angličanů. Angličané využili příznivý vítr, slunce i špatnou situaci Francouzů a vrhli se do bitvy ve třech řadách lodí. Francouzští námořníci se snažili bránit své lodě více na západ, ale to ještě více přispělo ke zmatku. Jako první pluly Francouzům v ústrety největší anglické lodě, přičemž v čele plula vlajková koga Eduarda III. jménem Thomas. Anglické kogy se vyznačovaly větší výškou než jejich francouzské protějšky a navíc, na anglických palubách bylo více mužů připravených na pozemní invazi. V této bitvě se projevily skvělé vlastnosti anglického dlouhého luku a angličtí lučištníci zasypávali Francouze salvami šípů. Francouzi se však jen tak nevzdávali. Většina z nich bojovala samostříly, které neměly takovou palebnou sílu, ale byly přesnější. Boje byly nelítostné a dokonce i král Eduard byl zasažen nepřátelskou šipkou. Angličanům se poměrně brzy podařilo zničit první linii Francouzů a postupovali dále. Další dvě francouzské linie již však nebyly tolik natěsnané a boj se protahoval. Celá bitva trvala od tří hodin odpoledne až do desáté hodiny večer. Nakonec se Angličanům podařilo většinu francouzského loďstva zničit a zbylí Francouzi byli pobiti přicházející vlámskou armádou na pevnině. Bitva byla na tehdejší poměry nesmírně krvavá a Angličané neznali slitování. Na pevnině totiž platil určitý kodex rytířskosti, ale na moři tomu tak nebylo. Oba francouzští admirálové zaplatili za svojí prohru životem. Kronikář Froissart popisuje bitvu takto:
| „           | Byla to nepochybně krvavá a vražedná bitva. Boje na moři jsou vždy nelítostnější než boje na zemi, neboť ústup a útěk je nemožný | “ |
| — Froissart | |   |

## Důsledky
Eduardovi nedělalo problém vylodit se s armádou ve Flandrech a postupovat do Francie. Sám král dal po bitvě změnit vzhled svých mincí, které jej znázorňovaly sedícího na trůnu ve tvaru lodi. Bitva také dokázala účinnost anglického dlouhého luku a potřebu lodí s vysokými boky. Hlavní přínos bitvy byl fakt, že Francouzi nebyli schopni v brzké době uskutečnit invazi do Anglie a také to, že stoletá válka se odehrávala výhradně na kontinentě a vůbec ne v Anglii.